# Lentivirus
Lentivirus är en subfamilj till virusfamiljen retrovirus. Karakteristiskt för dessa virus är att de har lång inkubationstid. Virusen har en förmåga att leverera en stor mängd information in i värdens kärna och är de mest effektiva virusen i detta avseende. Virusen inom denna familj angriper olika djur. Human immunodeficiency virus (HIV) drabbar människor, Simian immunodeficiency virus (SIV) apor och Feline immunodeficiency virus (FIV) katter.